# 曹禺戏剧奖
曹禺戏剧奖，前身为创建于1980年的全国优秀剧本奖，旨在奖励优秀戏剧作品、培养优秀剧作家，由中华人民共和国文化部和中国剧协联合主办，每两年评选一次（始评于1981年）。1994年起，为纪念戏剧家曹禺，更名为曹禺戏剧文学奖；1997年，又更名为曹禺戏剧奖，设有剧本奖、 剧目奖、评论奖及小品小戏奖等奖项。2005年起，被并入新设立的中国戏剧奖（全称：中国戏剧奖·曹禺剧本奖），主办单位也由文化部改为中国文联。

## 历届获奖作品

### 1994年曹禺戏剧文学奖·剧本奖
- 话剧：《北京往北是北大荒》《李大钊》《结伴同行》《水下村庄》
- 戏曲：《山歌情》《大河谣》《铁血女真》《风流小镇》（后改名《红果红了》）《金龙与蜉蝣》《甲申祭》《贵人遗香》
- 歌剧：《张蹇》
- 儿童剧：《潇洒女孩》

### 1995年曹禺戏剧文学奖·剧本奖
- 话剧：《同船过渡》《徐洪刚》《警钟》《甘巴拉》《午夜心情》
- 戏剧：《刽子手世家》《爨碑遗梦》《曹操父子》《三醉酒》《金凤与银燕》

### 1997年曹禺戏剧文学奖·剧本奖
- 话剧：《地质师》《商鞅》《都市军号》
- 儿童剧：《雪童》
- 戏曲：《死水微澜》《哪嗬咿嗬嗨》《歌王》《原野情仇》《木乡长》《水墙》

### 1998年曹禺戏剧文学奖·剧本奖
- 话剧：《虎踞钟山》《沧海争流》《炮震》《圣旅》
- 戏曲剧本：《变脸》《丑嫂》《金魁星》《狸猫换太子》《苦菜花》
- 儿童剧剧本：《大森林》

### 1998年曹禺戏剧文学奖·小品小戏奖
- 一等奖：《小时工》《赶火车》《入静》《桃花俏》《咫尺天涯》《斤斤计较》《钓鱼》《梦里杏花天》《御手洗》《稻草人》
- 二等奖：《小猫又叫了》《君子动口不动手》《奶奶的幸福》《追缸》《小店》《扶贫媳妇》《木楼古歌》《大山哨声》《无名小卒》《三个和尚的故事》《青海姑娘》《小秧歌》《一媳三婆》《盖章》《求字的悲喜剧》《小雨点》《喜临门》《招聘》《留守兵的起航》
- 三等奖70名，优秀组织奖32名（略）

### 1999年曹禺戏剧文学奖·剧本奖
- 话剧：《洗礼》《歌星与猩猩》《青春涅槃》
- 儿童剧剧本：《小宝贝儿》
- 戏曲剧本：《骆驼祥子》《荆钗记》《马陵道》《瘦马御史》

### 2000年曹禺戏剧文学奖·剧本奖
- 话剧：《“厄尔尼诺”报告》《生死场》《父亲》《绿荫里的红塑料桶》《岁月风景》
- 戏曲：《乡里警察》《金子》《徽州女人》《迟开的玫瑰》《葫芦庙》

### 2001年中国曹禺戏剧文学奖
剧本奖
- 《香魂女》《张协状元》《远山》《寒号乌》《无话可说》《正红旗下》《司马迁》《班昭》
- 戏曲：《金子》《胡风汉月》《驼哥的旗》《珍珠塔》《春秋霸主》《土炕上的女人》《李清照》《梅龙镇》《兰花赋》《都督夫人董竹君》《瓦氏夫人》《葫芦庙》《荆钗记》
- 话剧：《岁月风景》《母亲》《“厄尔尼诺”报告》《基石》
- 小剧场剧目：《押解》《霸王别姬》《WWW.COM》《无常·女吊》《西关女人》
- 歌剧：《司马迁》
- 舞剧：《妈勒访天边》
- 民族音乐剧：《白莲》

优秀剧目奖
- 戏曲：《金子》《胡风汉月》《驼哥的旗》《珍珠塔》《春秋霸主》《土炕上的女人》《李清照》《梅龙镇》《兰花赋》《都督夫人董竹君》《瓦氏夫人》《葫芦庙》《荆钗记》
- 话剧：《岁月风景》《母亲》《“厄尔尼诺”报告》《基石》
- 小剧场剧目：《押解》《霸王别姬》《WWW.COM》《无常·女吊》《西关女人》
- 歌剧：《司马迁》
- 舞剧：《妈勒访天边》
- 民族音乐剧：《白莲》

优秀演出奖：
- 戏曲：《紫金锤》《梦里听竹》《风雨南关》《白鹭女神》
- 话剧：《梅家小院》《光照千秋》

剧目奖
- 戏曲：《洗马桥》《龙母传奇》《情暖苍山》《漓江燕》《琵琶行》《黄花情》《英武香妃》《玉海银波》
- 话剧：《风驰瑶岗》《特殊故事》
- 小剧场剧目：《马前泼水》《半世为人》《我不离婚》《你过得还好吗》《送你一枝玫瑰花》《夏天的记忆》